# 北斗雙雄
《北斗雙雄》（英語：Angels and Devils）是香港電視廣播有限公司製作的時裝劇集，全劇共20集，監製李鼎倫。
此劇曾於1984年9月中午、1986年1月下午、1988年7月逢星期六下午、2002年2月逢星期一至五上午10:40-11:40在翡翠台，2010年12月31日在TVB星河頻道重播。

## 簡介
《北斗双雄》是TVB1983年的制作，以社工的生涯作为全剧的故事背景，题材新鲜吸引。此剧集合多位现今的天王巨星，除了有两位国际级影帝周润发和梁朝伟大斗演技外，亦有多位电视台的当家小生花旦，包括任达华、陈秀珠、姚炜、陈安莹、周星驰等联合演出。此剧对当时的年青人有极深远影响，很多人因为看过此剧对社工这行业感到兴趣，立志要成为一位「北斗星」。演过无数角色的影帝周润发，也曾表示这是他从影以来最喜欢的角色。
《北斗双雄》的故事围绕于凡 (周润发) 与江浩文 (梁朝伟) 两个原本互不相干，生活于不同环境的人物。凡是一位电影特技人、文则是一间公司的小职员，两人初相遇时极不咬弦，经过相处後却成为难兄难弟。凡很爱同居女友杜绮玲 (姚炜)，但玲不喜欢凡这种无规律的工作，两人终告分手。文因在公司内不得志、愤而辞职，後更与凡同住。两人加入社区中心当社工，文更因工作关系结识同为社工的康嘉欣 (陈秀珠)，继而相爱。凡与文无意中被卷入一宗毒品案中，两人却毫不知情，更被黑帮杀手宋波 (任达华) 追杀。

## 故事大綱
故事以于凡（周润发）及江浩文（梁朝伟）两个生活不同环境的人物，带出现实社会的一个小片段。于凡从事电影替身及特技人，浩文则是一名顾问公司的小职员，两人遇上成为难兄难弟。于凡极爱同居女友杜綺玲(姚煒)，但綺玲不喜欢他这种无规律的工作，两人终于分手。而浩文在公司内部得知，愤而辞职后，与于凡同居。于凡与浩文无意中被牵涉到一宗毒品案中，但两人毫不知情，更被黑帮用河南杀手宋波（任达华）追杀。另一方面，浩文加入市区中当社工，因工作关系，浩文结识了康嘉欣（陈秀珠），恋人展开一段恋情。而杀手宋波一方面对嘉欣展开追求，一方面又要杀害于凡与浩文，故事发展曲折，出人意料。

## 演員表
- 周潤發 飾 凡
- 梁朝偉 飾 江浩文
- 陳秀珠 飾 康嘉欣
- 姚煒  飾 Flora／于凡前女友
- 任達華 飾 宋波
- 郭　峰 飾 江浩生／江浩文之兄／警察
- 陳安瑩 飾 林月萍（表妹）
- 朱小寶 飾 Miko（珊珊）
- 駿　雄 飾 蘇大海（癲馬）
- 魯振順 飾 攝影師
- 劉兆銘 飾 馮仁敬
- 陳嘉儀 飾 Judy
- 陶大宇 飾 社區中心青年
- 周星馳 飾 方家俊（虛無俊）
- 歐陽震華 飾 梁杰
- 田冶義 飾 「日本仔」
- 吳鎮宇 飾 江浩文同事（第一集）
- 吳君如 飾 Model（第一集）／邊緣少女（第五集）
- 劉青雲 飾 江浩文朋友（第一集）／話劇觀眾（第五集）／珠寶店職員（第十四集）
- 吳啟華 飾 邊緣少年（第五集）
- 麦皓為 飾 話劇觀眾（第五集）
- 曾華倩 飾 話劇觀眾（第五集）
- 劉嘉玲 飾 珠寶店職員（第十四集）

## 軼事
- 多年後，魯振順表示“江浩文”一角原由其飾演，後改為梁朝偉飾演。

## 電視節目的變遷
| 香港無綫電視翡翠台 星期一至五 20:30-21:30 時段 | 香港無綫電視翡翠台 星期一至五 20:30-21:30 時段 | 香港無綫電視翡翠台 星期一至五 20:30-21:30 時段 |
| ---------------------------------------------- | ---------------------------------------------- | ---------------------------------------------- |
|                                                | 北斗雙雄 (1983.08.08 - 1983.09.02)             |                                                |
| 歡樂長安 (1983.07.25 - 1983.08.05)             | —                                              |                                                |